# Rainans
Rainans település Franciaországban, Jura megyében. Lakosainak száma 265 fő (2022. január 1.). Rainans Chevigny, Menotey, Jouhe, Biarne és Auxonne községekkel határos.

## Népesség
A település népessége az elmúlt években az alábbi módon változott:
| Lakosok száma | 115  | 156  | 172  | 192  | 242  | 262  | 269  | 266  | 264  | 265  |
|               | 1968 | 1982 | 1990 | 2006 | 2013 | 2015 | 2017 | 2019 | 2020 | 2022 |